# Ufficio di bonificamento delle Maremme
L'Ufficio di bonificamento delle Maremme è stato un ente governativo del Granducato di Toscana, istituito da Leopoldo II di Lorena nel 1828.

## Storia
Con il motu proprio del 28 novembre 1828, con il quale il granduca Leopoldo II avviava la grande bonifica per colmata della pianura maremmana, venne istituita una «commissione idraulico-economica per la fisica riduzione della Maremma» allo scopo di delineare le linee programmatiche dell'ambizioso programma di lavoro, su modello della deputazione per la Valdichiana distaccata ad Arezzo di Vittorio Fossombroni. La commissione era composta dal direttore Federico Capei, dal ministro economo Giacomo Grandoni e dall'architetto idraulico Alessandro Manetti.
L'ente, che prese il nome di Ufficio di bonificamento delle Maremme nel 1833, dipendeva direttamente dal granduca e la sua istituzione si era resa necessaria dopo la soppressione dell'Ufficio dei fossi e delle coltivazioni, al fine di gestire un ampio territorio costiero che da San Vincenzo arrivava a Capalbio; se le mansioni ordinarie erano state trasferite alla nuova Camera di soprintendenza comunitativa, le questioni specificatamente legate alla bonifica idraulica dovevano essere invece gestite da un ufficio preposto, in quanto il granduca «non giudicò conciliabile di commettere la cura e le operazioni della bonificazione grossetana agli ordinari mezzi amministrativi». A capo dell'ufficio venne posta una direzione idraulica in cui vennero riconfermati Grandoni per la gestione economico-amministrativa e Manetti per quella tecnico-operativa. L'ente requisiva temporaneamente i terreni via via da bonificare, per effettuarvi le operazioni necessarie a spese dello Stato, e poi li restituiva ai proprietari in cambio del pagamento all'erario di compensi stabiliti.
Dopo la caduta del granducato nel 1859, nella fase del Governo provvisorio della Toscana, l'ufficio cambiò nome in Direzione idraulica per il bonificamento della Maremma e venne nominato direttore dell'ente l'ingegnere Francesco Renard, che faceva capo a Gaetano Giorgini e Antonio Salvagnoli Marchetti, rivali del Manetti e contrari alle teorie del Fossombroni: la colmata venne così abbandonata per alcuni anni in favore della desueta teoria della "separazione della acque salate da quelle dolci".
Nel 1863, dopo l'unità d'Italia, l'ente prese la denominazione di Circolo tecnico delle bonifiche, ancora sotto la guida del Renard, ma ebbe vita breve: il 10 ottobre 1869 un decreto stabilì il passaggio del servizio di bonifica dal Ministero dell'agricoltura e commercio a quello dei lavori pubblici; l'ufficio venne definitivamente soppresso l'anno seguente (regio decreto del 13 febbraio 1870) e le sue competenze affidate al Genio civile di Grosseto.

## Attività
Gli sforzi dell'ufficio si concentrarono in un primo momento nella bonifica del lago di Castiglione, la più grande area umida della costa e focolaio di malaria, che impediva il miglioramento socio-economico di tutta la piana di Grosseto. Tra il 1829 e il 1830 furono scavati numerosi fossi, canali e scolmatori, in particolare il grande canale diversivo che aveva origine dalla diga della Steccaia con il compito di trasportare i detriti dell'Ombrone nella palude castiglionese; ai tre emissari principali, il Bilogio, il San Leopoldo e il San Rocco, spettava il compito di fare defluire a mare le acque chiare.
In seguito furono interessati dai lavori di bonifica gli acquitrini secondari degli Acquisti, del lago Bernardo e del Lagacciolo, con la messe in colmata dei fiumi Bruna e Sovata, e il lago di Alberese. Tra gli anni quaranta e cinquanta del secolo fu la volta della val di Pecora, del padule di Ghirlanda presso Massa Marittima e del padule di Scarlino. Nel 1835 le comunità di Piombino, Campiglia Marittima e Suvereto passarono dal compartimento di Pisa a quello di Grosseto, in modo da velocizzare i lavori in quei territori che erano amministrativamente dipendenti dagli uffici pisani: si procedette quindi alla bonifica della val di Cornia e al prosciugamento del lago di Rimigliano.
L'abolizione della legislazione granducale nel settembre 1860 e la definitiva soppressione dell'ente da parte dello Stato Italiano nel 1870 lasciarono molti dei lavori largamente incompiuti, soprattutto nell'area più meridionale di Orbetello e Capalbio, dove la bonifica era appena iniziata.

## Professionisti
La commissione tecnica del bonificamento fu diretta dal 1828 al 1833 dall'aretino Federico Capei, affiancato da Alessandro Manetti quale architetto idraulico e dal grossetano Giacomo Grandoni quale ministro economo. In seguito all'istituzione dell'ufficio nel 1833, la direzione venne affidata ad Alessandro Manetti (direttore idraulico) e Giacomo Grandoni (direttore economico), i quali guidarono insieme l'ente per oltre vent'anni.
In Maremma lavorarono numerosi ingegneri e professionisti provenienti da tutta la Toscana, tra cui si ricordano i principali: Filippo Passerini, Giovanni Gherardi, Astolfo Soldateschi, Costante Maestrelli, Isidoro Barghini, Gaetano Rosellini, Orazio Bosi, Ferdinando Chini, Lorenzo Frosini, Odoardo Raffanini, Felice Francolini, Baldassarre Marchi e Giuseppe Pianigiani; quest'ultimo aveva raggiunto la Maremma volontariamente in giovane età per studiare sotto al Manetti, come riferisce il Giornale agrario del 1839: «desideroso egli di assistere a qualche pratica applicazione degli studii da lui fatti, accorse volontario in Maremma, ove gli venne dato l'incarico di varie ricerche nella potenza, e portata dei fiumi, e canali influenti nel padule di Castiglione, e continuando fino al 1832 poté avere molta parte all'assistenza di alcuni lavori preordinati al bonificamento di quella Maremma».
L'ultima figura di rilievo al servizio dell'ente fu l'ingegnere Francesco Renard, che sostituì il Manetti nella dirigenza a partire dal 1859.

## Direttori
| Direttore                           | Periodo | Periodo   | Carica                                  |
| Direttore                           | Inizio  | Fine      | Carica                                  |
| ----------------------------------- | ------- | --------- | --------------------------------------- |
| Federico Capei                      | 1828    | 1833      | Direttore della commissione             |
| Giacomo Grandoni Alessandro Manetti | 1833    | 1855 1859 | Direttore economico Direttore idraulico |
| Francesco Renard                    | 1859    | 1870      | Direttore                               |